# Nyssodrysternum gilvolineatum
Nyssodrysternum gilvolineatum es una especie de escarabajo longicornio del género Nyssodrysternum, tribu Acanthocinini, subfamilia Lamiinae. Fue descrita científicamente por Monné y Tavakilian en 2011.

## Descripción
Mide 7,3-7,7 milímetros de longitud.

## Distribución
Se distribuye por Brasil, Guayana Francesa y Venezuela.